# سی‌سی‌ام‌پی کپیتال
سی‌سی‌ام‌پی کپیتال (انگلیسی: CCMP Capital) شرکت سرمایه‌گذاری آمریکایی است، که در سال ۱۹۸۴ تأسیس شد.